# Judyty (Królewiec)

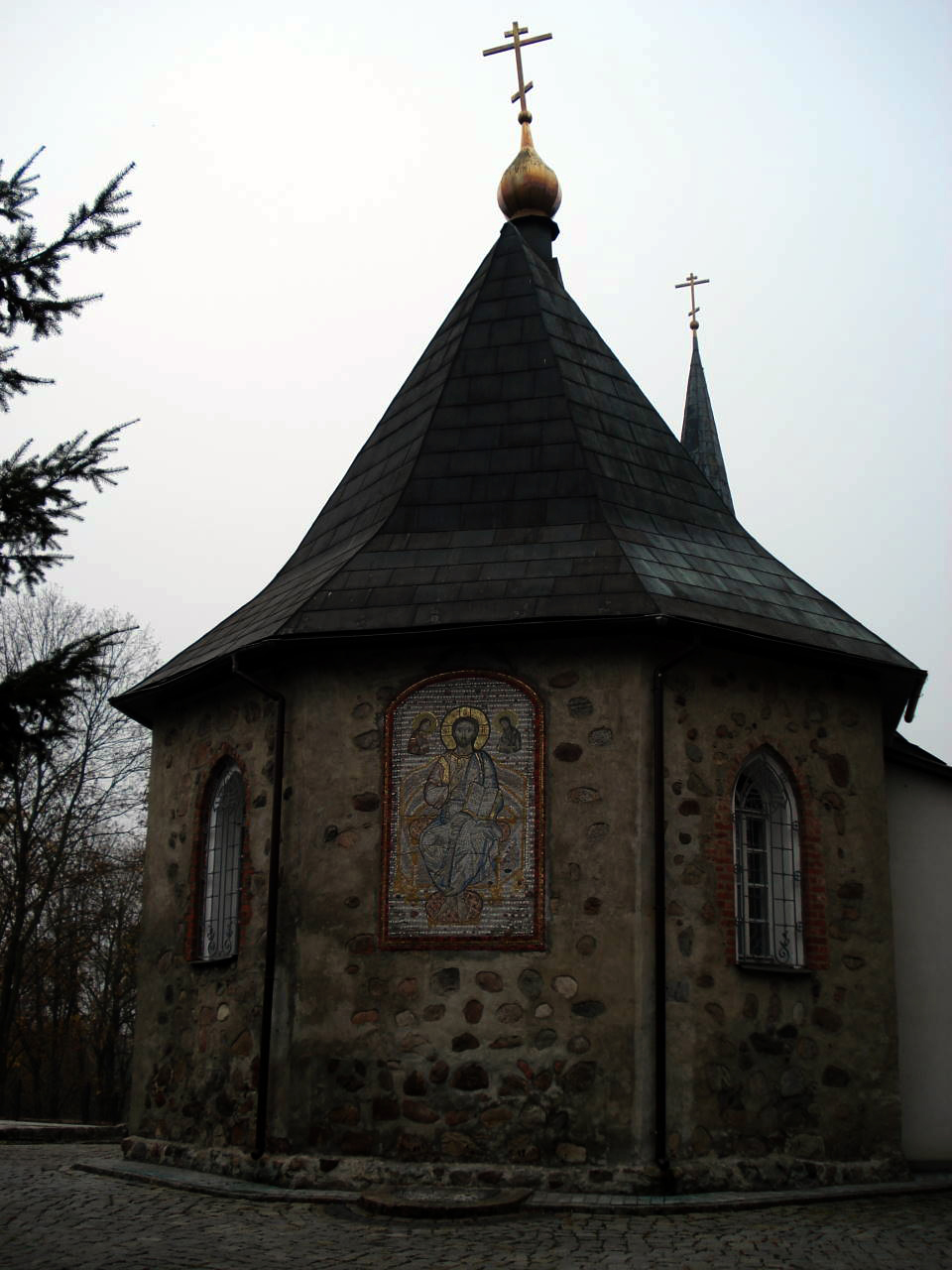
Kościół w Judytach

Judyty – dawna wieś, obecnie wchodząca w skład miasta Królewiec. Do 1945 nazwa niem. Juditten, w literaturze polskiej Judyty.
Stara osada pruska położona na wysokiej krawędzi doliny Pregoły, w pobliżu ujścia do Zalewu Wiślanego, około 5 km na zachód od Królewca, przy drodze do Piławy (obecnie Bałtyjsk). W średniowieczu również nazwa niem. Jüdenkirch (1402 Judynkirchen), co być może stanowiło połączenie oznaczenia kościelnej funkcji osady i imienia pruskiego szlachcica Jedetusa, który około 1288 otrzymał nadanie tych terenów z rąk krzyżackiego mistrza krajowego Meinharda z Kwerfurtu (a nie od imienia św. Juty/Judyty, jak kiedyś przypuszczano). Kościół parafialny zaczęto budowac około 1300. Na wzgórzu oddzielonym od kościoła doliną Potoku Modyckiego (Modittener Bache) pozostały ślady założenia obronnego, być może wzmiankowanego 1257 jako Derne; później teren majątku zwanego od 1814 Luisenthal (na pamiątkę odwiedzin pruskiej królowej w 1808). Około 1855 w pobliżu powstał jeden z fortów Twierdzy Królewiec, również noszący imię królowej Luizy. Jeszcze w XIX w. wieś ograniczała się niemal wyłącznie do zabudowań kościelnych, szkoły oraz młyna i była celem wycieczek z miasta na łono przyrody. W 1927 r. włączona do obszaru Królewca (Königsberg-Juditten), do którego do 1939 r. stopniowo inkorporowano pobliskie tereny. Parafia ewangelicka, obejmująca kilka sąsiednich miejscowości, przed II wojną światową liczyła 13.000 wiernych. W Judytach w 1700 r. jako syn miejscowego pastora urodził się pisarz Johann Christoph Gottsched. Istniał tu również dom modlitwy baptystów, należący do zboru Królewiec Tragheim.
Podczas działań wojennych w 1945 r. zniszczenia zabudowy były stosunkowo niewielkie.
Obecnie Judyty wchodzą w skład administracyjnego Rejonu Oktjabrskiego Królewca (ros. Oктябpьский район), osiedle (поселок) Mendelejewo (Meнделеево), obejmujące również m.in. dawne Lawsken i Marienberg. W celach turystycznych nadal bywa używana dawna nazwa niemiecka (Юдиттен).